# Université d'art appliqué Moholy-Nagy
L'université d'art appliqué Moholy-Nagy (hongrois : Moholy-Nagy Művészeti Egyetem, prononcé [ˈmoholi ˈnɒɟ ˈmyːve:sɛti ˈɛɟɛtɛm], MOME) est l'une des universités de Budapest, fondée en 1870. Elle est l'héritière de l'École royale hongroise d'art appliqué (Országos Magyar Királyi Iparművészeti Tanoda) (1870-1880), issue d'une classe de l'École royale hongroise de dessin technique et de formation des professeurs de dessin (Országos Magyar Királyi Mintarajztanoda és Rajztanárképezde) - désormais l'université hongroise des beaux-arts -, devenue l'École d'art appliqué (Iparművészeti Iskola) (1890-1930) puis l'École supérieure hongroise d'art appliqué (Magyar Iparművészeti Főiskola) (1930-2000), l'université hongroise d'art appliqué (Magyar Iparművészeti Egyetem) (2000-2005). Elle est baptisée en 2005 du nom du peintre et photographe hongrois László Moholy-Nagy.

## Personnalités liées à l'université

### Enseignants
- Noémi Ferenczy (1950-1956)

### Élèves
- Albert Váradi
- Flóra Anna Buda, Palme d'or du court métrage 2023